# Bùi Viết Thi
Bùi Viết Thi là một sĩ quan cấp cao trong Quân đội nhân dân Việt Nam, hàm Thiếu tướng, hiện đang giữ chức Phó Cục trưởng Cục Dân quân Tự vệ, Bộ Tổng Tham mưu

## Tiểu sử binh nghiệp
Bùi Viết Thi sinh năm 1961; Quê quán: xã Trung Thành , huyện Vụ Bản, tỉnh Nam Định.
Trước năm 2016, ông là Ủy viên Ban thường vụ Tỉnh ủy, Chỉ huy trưởng Bộ Chỉ huy quân sự tỉnh Ninh Bình, thuộc Quân khu 3.
Năm 2016, ông được bổ nhiệm giữ chức Phó Cục trưởng Cục Dân quân Tự vệ, Bộ Tổng Tham mưu
Thiếu tướng (2017)